# Armadillidium cruzi
Armadillidium cruzi är en kräftdjursart som beskrevs av Lluc Garcia 2003. Armadillidium cruzi ingår i släktet Armadillidium och familjen klotgråsuggor. Inga underarter finns listade i Catalogue of Life.